# Demir Hisar
Demir Hisar (kyrillisch Демир Хисар; albanisch Murgashova, indefinit Murgashovë; türkisch Demir Hisar ‚Eiserne Burg‘), bis 1946 Murgaševo (kyrillisch Мургашево), ist eine Kleinstadt und Amtssitz der nach ihr benannten Opština im Südwesten Nordmazedoniens. Sie liegt im Flusstal der Crna Reka, knapp 25 Kilometer nordwestlich von Bitola, der Hauptstadt der Region Pelagonien.
Die Opština von Demir Hisar umfasst neben der Stadt 40 weitere Ortschaften in der Umgebung. Sie hat 9497 Einwohner, 2987 Haushalte und 4327 Wohnungen. Die Bevölkerungsdichte beträgt knapp 20 Einwohner pro Quadratkilometer. Ein Haushalt hat durchschnittlich 3 Mitglieder. 9179 Personen sind Mazedonier, 232 Albaner, 35 Türken und 51 gehören anderen Ethnien an. Die Alphabetisierungsrate beträgt bei der Bevölkerung der über 10-Jährigen (8.645 Personen) etwa 95,13 Prozent. Bei den Männern liegt sie mit etwa 96,96 Prozent ein wenig höher als bei den Frauen mit 93,23 Prozent (alle Angaben stammen von der Volkszählung 2002).
| Jahr | Einwohnerzahl |
| ---- | ------------- |
| 1961 | 1129          |
| 1981 | 2283          |
| 1985 | 2633          |
| 2002 | 2593          |

Die Stadt hat 2593 Einwohner (2002). Seit 1961 hat sich die Ortsbevölkerung mehr als verdoppelt.
Nachbarorte von Demir Hisar sind von Norden im Uhrzeigersinn drehend Belče, Graište, Vardino, Suvodol, Zagoriče, Strugovo und Slepče. Nachbargemeinden sind ebenfalls von Norden im Uhrzeigersinn drehend Kruševo, Bitola, Resen, Ohrid, Debarca und Drugovo.
Demir Hisar war zu osmanischer Zeit (14. bis 20. Jahrhundert) ein kleiner Marktort an der Straße zwischen dem regionalen Handelszentrum Bitola und der Marktstadt Kičevo. Der Ortsname „Demir Hisar“ bedeutet auf Türkisch so viel wie „eiserne Festung“.
Der Stadtrat (maz. Sovet na Opštinata Совет на Општината) setzt sich aus 11 Mitgliedern zusammen.